# Dolichostyrax

Dolichostyrax  (лат.) — род жуков-усачей из подсемейства Lamiinae. 5 видов. Юго-Восточная Азия.

## Распространение
Ориентальная область: Индонезия и Малайзия.

## Описание
Мелкие бескрылые жуки-усачи (задние крылья отсутствуют), длина вытянутого или овального тела у самцов около 1 см (в диапазоне 9,4 — 11,8 мм; ширина 3,5 — 4,3 мм), у чуть более крупных самок длина от 11,1 до 12,5 мм (ширина от 4,3 до 4,9 мм). Основная окраска коричневая и чёрная; усики и лапки светлее. Формула лапок 4-4-4. Формула голенных шпор 2-2-2. Коготки простые, эмподиум отсутствует. Тело покрыто коротким желтовато-коричневым опушением с вкраплением частичек почвы.

## Систематика
5 видов. По совокупности внешних признаков род Dolichostyrax относится к трибе Morimopsini в составе подсемейства Lamiinae. От близких видов и родов имаго Dolichostyrax отличаются мандибул с одним вершинным зубцом (у Borneostyrax cristatus двухзубчатая вершина жвал) и соотношением члеников усиков: III-й членик усика длиннее, чем XI-й антенномер (у представителей близкого рода Microdolichostyrax III-й антенномер короче, чем XI-й). Ревизия рода была проведена в 2016 году чешскими энтомологами Радимом Габричем (Radim Gabriš), Робином Кундратой (Robin Kundrata) и Филипом Трнком (Filip Trnka; Palacky University, Оломоуц, Чехия).
- Dolichostyrax basispinosus Breuning & de Jong, 1941 — Суматра (Индонезия)
- Dolichostyrax cylindricus Breuning, 1939 — Ява (Индонезия)
- Dolichostyrax longipes Aurivillius, 1913 — Сабах (Борнео)
- Dolichostyrax moultoni Aurivillius, 1911 Саравак (Борнео)
- Dolichostyrax tuberculatus Fisher, 1936 — Ява (Индонезия)